# Pérouse
Pérouse es una comuna francesa situada en el departamento del Territorio de Belfort, de la región de Borgoña-Franco Condado. 
Los habitantes se llaman Pérousiens.

## Geografía
Está ubicada al oeste de Belfort y forma parte de la aglomeración de esta ciudad.

## Demografía
| 619 | 590 | 633 | 727 | 800 | 901 | 929 | 1 084 | 1 157 |
| Para los censos de 1962 a 1999 la población legal corresponde a la población sin duplicidades (Fuente: INSEE [Consultar]) |     |     |     |     |     |     |       |       |